# Bayan Northcott
Bayan Northcott (Londres, 24 de abril de 1940 - 13 de diciembre de 2022) fue un compositor y crítico musical inglés.

## Biografía
Nacido en Londres, estudió Inglés en la Universidad de Oxford, luego enseñó el curso durante seis años antes de dedicarse a la crítica musical. Más tarde, animado por Alexander Goehr y Hans Keller, incursionó en la composición. Trabajó como crítico musical para New Statesman, luego para Sunday Telegraph y posteriormente para The Independent. Algunas veces también colabora con BBC Music Magazine. Es director de la compañía discográfica independiente NMC.